# Municipio de East Union (Ohio)
El municipio de East Union (en inglés: East Union Township) es un municipio ubicado en el condado de Wayne en el estado estadounidense de Ohio. En el año 2010 tenía una población de 6821 habitantes y una densidad poblacional de 74,05 personas por km².

## Geografía
El municipio de East Union se encuentra ubicado en las coordenadas 40°46′12″N 81°49′5″O / 40.77000, -81.81806. Según la Oficina del Censo de los Estados Unidos, el municipio tiene una superficie total de 92.11 km², de la cual 91.89 km² corresponden a tierra firme y (0.23%) 0.21 km² es agua.

## Demografía
Según el censo de 2010, había 6821 personas residiendo en el municipio de East Union. La densidad de población era de 74,05 hab./km². De los 6821 habitantes, el municipio de East Union estaba compuesto por el 97.27% blancos, el 0.47% eran afroamericanos, el 0.18% eran amerindios, el 0.22% eran asiáticos, el 0.01% eran isleños del Pacífico, el 1% eran de otras razas y el 0.85% pertenecían a dos o más razas. Del total de la población, el 2.71% eran hispanos o latinos de cualquier raza.